# Großsteingräber bei Mosigkau
Die Großsteingräber bei Mosigkau waren zwei jungsteinzeitliche megalithische Grabanlagen bei Mosigkau, einem Stadtteil von Dessau-Roßlau in Sachsen-Anhalt. Die Gräber wurden wohl in der zweiten Hälfte des 19. Jahrhunderts restlos zerstört. Sie befanden sich in der Mosigkauer Heide, ihre genaue Lage ist jedoch unbekannt. Die beiden Anlagen wurden von Christian Keferstein 1846 nur vage als „Steinaltäre“ bezeichnet; es handelte sich also offenbar um steinerne Grabkammern, die keine Hügelschüttung (mehr) besaßen. Eine genaue Bestimmung des Grabtyps ist anhand dieser Beschreibung nicht möglich, ebenso wenig wie eine kulturelle Zuweisung, da keine Funde aus den Gräbern bekannt sind.